# خورخي نيكولاريس
خورخي نيكولاريس (بالإسبانية: Jorge Nicolares)‏ (مواليد 15 مارس 1905) هو ملاكم أوروغواياني، مثّل بلاده في الألعاب الأولمبية الصيفية 1924.

## روابط خارجية
خورخي نيكولاريس على موقع أوليمبيديا (الإنجليزية)